# Municipalità regionale della contea di Beauharnois-Salaberry
La municipalità regionale della contea di Beauharnois-Salaberry è una municipalità regionale di contea del Canada, localizzata nella provincia del Québec, nella regione di Montérégie.
Il suo capoluogo è Beauharnois.

## Suddivisioni
City e town
- Beauharnois
- Salaberry-de-Valleyfield

Municipalità
- Saint-Étienne-de-Beauharnois
- Saint-Stanislas-de-Kostka
- Saint-Urbain-Premier
- Sainte-Martine

Parrocchie
- Saint-Louis-de-Gonzague